# جوزيف د. تايلور
جوزيف د. تايلور (بالإنجليزية: Joseph D. Taylor)‏ هو محامي وسياسي أمريكي، ولد في 7 نوفمبر 1830 في الولايات المتحدة، وتوفي في 19 سبتمبر 1899 في نفس البلد. حزبياً، نشط في الحزب الجمهوري. وقد انتخب عضو مجلس النواب الأمريكي.